# 3. ŽNL Bjelovarsko-bilogorska 2007./08.
Ovaj članak je podtema članka: 7. rang HNL-a 2007./08.

3. ŽNL Bjelovarsko-bilogorska u sezoni 2007./08. je predstavljala treći stupanj županijske lige u Bjelovarsko-bilogorskoj županiji, te ligu sedmog stupnja hrvatskog nogometnog prvenstva. 
 
Liga je igrana u dvije skupine: 
- Jug – 10 klubova, prvak "Dinamo" iz Dežanovca
- Sjever – 10 klubova, prvak "TOSK" iz Tuka.

## Sustav natjecanja
U obje skupine je 10 klubova igralo dvokružnu ligu (18 kola). 

## Jug

### Ljestvica
| mj. | klub                           | ut. | pob. | ner. | por. | gol+ | gol- | bod |
| --- | ------------------------------ | --- | ---- | ---- | ---- | ---- | ---- | --- |
| 1.  | Dinamo Dežanovac               | 18  | 15   | 2    | 1    | 70   | 24   | 47  |
| 2.  | Moslavina Velika Trnovitica    | 18  | 12   | 1    | 5    | 53   | 28   | 37  |
| 3.  | Tomislav Đulovac               | 18  | 9    | 3    | 6    | 61   | 38   | 30  |
| 4.  | Junak Veliki Pašijan           | 18  | 9    | 3    | 6    | 42   | 44   | 30  |
| 5.  | Dišnik                         | 18  | 9    | 1    | 8    | 35   | 32   | 28  |
| 6.  | Mladost-Nada Hrastovac         | 18  | 8    | 3    | 7    | 46   | 46   | 27  |
| 7.  | Bršljanica (Velika Bršljanica) | 18  | 5    | 5    | 8    | 31   | 44   | 20  |
| 8.  | Mlinar Gornji Sređani          | 18  | 3    | 8    | 7    | 25   | 30   | 17  |
| 9.  | Radnički Veliko Vukovje        | 18  | 3    | 2    | 13   | 28   | 69   | 11  |
| 10. | Vihor Kapelica                 | 18  | 1    | 4    | 13   | 20   | 56   | 7   |

### Rezultatska križaljka
| kratica | klub                           | BRŠ | DIN | DIŠ | JUN | MLAN | MLI | MOS | RAD | TOM | VIH |
| --- | ------------------------------ | --- | --- | --- | --- | ---- | --- | --- | --- | --- | --- |
| BRŠ | Bršljanica (Velika Bršljanica) |     |     |     |     |      |     |     |     |     |     |
| DIN | Dinamo Dežanovac               |     |     |     |     |      |     |     |     |     |     |
| DIŠ | Dišnik                         |     |     |     |     |      |     |     |     |     |     |
| JUN | Junak Veliki Pašijan           |     |     |     |     |      |     |     |     |     |     |
| MLAN | Mladost-Nada Hrastovac         |     |     |     |     |      |     |     |     |     |     |
| MLI | Mlinar Gornji Sređani          |     |     |     |     |      |     |     |     |     |     |
| MOS | Moslavina Velika Trnovitica    |     |     |     |     |      |     |     |     |     |     |
| RAD | Radnički Veliko Vukovje        |     |     |     |     |      |     |     |     |     |     |
| TOM | Tomislav Đulovac               |     |     |     |     |      |     |     |     |     |     |
| VIH | Vihor Kapelica                 |     |     |     |     |      |     |     |     |     |     |
| |                                |     |     |     |     |      |     |     |     |     |     |
| podebljan rezultat - utakmice od 1. do 9. kola (1. utakmica između klubova) rezultat normalne debljine - utakmice od 10. do 18. kola (2. utakmica između klubova) rezultat nakošen - nije vidljiv redoslijed odigravanja međusobnih utakmica iz dostupnih izvora rezultat smanjen * - iz dostupnih izvora nije uočljiv domaćin susreta prekrižen rezultat - poništena ili brisana utakmica p - utakmica prekinuta 3:0 p.f. / 0:3 p.f. - rezultat 3:0 bez borbe n.i. - nije igrano |                                |     |     |     |     |      |     |     |     |     |     |

 Izvori: 

## Sjever

### Ljestvica
| mj. | klub                        | ut. | pob. | ner. | por. | gol+ | gol- | bod |
| --- | --------------------------- | --- | ---- | ---- | ---- | ---- | ---- | --- |
| 1.  | TOSK Tuk                    | 18  | 12   | 3    | 3    | 52   | 31   | 39  |
| 2.  | Skok Skucani (Novi Skucani) | 18  | 12   | 2    | 4    | 50   | 21   | 38  |
| 3.  | Polet Narta                 | 18  | 9    | 3    | 6    | 44   | 30   | 30  |
| 4.  | Zrinski (Zrinski Topolovac) | 18  | 8    | 5    | 5    | 59   | 45   | 29  |
| 5.  | Moslavina Donja Petrička    | 18  | 8    | 2    | 8    | 26   | 28   | 26  |
| 6.  | Croatia Klokočevac          | 18  | 7    | 4    | 7    | 34   | 30   | 25  |
| 7.  | Hrvatski Sokol Podgorci     | 18  | 6    | 3    | 9    | 35   | 39   | 21  |
| 8.  | Signal Obrovnica            | 18  | 6    | 2    | 10   | 43   | 53   | 20  |
| 9.  | Hajduk Lipovo Brdo          | 18  | 5    | 1    | 12   | 24   | 64   | 16  |
| 10. | Bedenik                     | 18  | 1    | 7    | 10   | 28   | 54   | 10  |

### Rezultatska križaljka
| kratica | klub                        | BED | CRO | HAJ | HRVS | MOS | POL | SIG | SKOK | TOSK | ZRI |
| --- | --------------------------- | --- | --- | --- | ---- | --- | --- | --- | ---- | ---- | --- |
| BED | Bedenik                     |     |     |     |      |     |     |     |      |      |     |
| CRO | Croatia Klokočevac          |     |     |     |      |     |     |     |      |      |     |
| HAJ | Hajduk Lipovo Brdo          |     |     |     |      |     |     |     |      |      |     |
| HRVS | Hrvatski Sokol Podgorci     |     |     |     |      |     |     |     |      |      |     |
| MOS | Moslavina Donja Petrička    |     |     |     |      |     |     |     |      |      |     |
| POL | Polet Narta                 |     |     |     |      |     |     |     |      |      |     |
| SIG | Signal Obrovnica            |     |     |     |      |     |     |     |      |      |     |
| SKOK | Skok Skucani (Novi Skucani) |     |     |     |      |     |     |     |      |      |     |
| TOSK | TOSK Tuk                    |     |     |     |      |     |     |     |      |      |     |
| ZRI | Zrinski (Zrinski Topolovac) |     |     |     |      |     |     |     |      |      |     |
| |                             |     |     |     |      |     |     |     |      |      |     |
| podebljan rezultat - utakmice od 1. do 9. kola (1. utakmica između klubova) rezultat normalne debljine - utakmice od 10. do 18. kola (2. utakmica između klubova) rezultat nakošen - nije vidljiv redoslijed odigravanja međusobnih utakmica iz dostupnih izvora rezultat smanjen * - iz dostupnih izvora nije uočljiv domaćin susreta prekrižen rezultat - poništena ili brisana utakmica p - utakmica prekinuta 3:0 p.f. / 0:3 p.f. - rezultat 3:0 bez borbe n.i. - nije igrano |                             |     |     |     |      |     |     |     |      |      |     |

 Izvori: 

## Vanjske poveznice
- nsbbz.hr, Nogometni savez Bjelovarsko-bilogorske županije